# Рокувата
Рокува́та  — вузлова вантажно-пасажирська залізнична станція Криворізької дирекції Придніпровської залізниці на електрифікованій лінії Саксагань — Кривий Ріг-Головний між станціями Вечірній Кут (7 км) та Саксагань (9 км). Від Рокуватої відгалужується промислова лінія до станції Грекувата. Розташована у Тернівському районі міста Кривий Ріг Дніпропетровської області.

## Історія
Відповідно з Найвищим наказом від 1 травня 1891 року, побудована дільниця Карнаватка — пост Рокувата (завдожки 16,5 верст). Назва походить від балки Рокувата (права балка річки Саксагань).
14 листопада 1893 року з відкриттям руху поїздів збудованою дільницею також відкрита і залізнична станція. Будівництво цієї дільниці обійшлося у 606 390 крб, тобто 1 верста головного шляху коштувала у 36 750 крб, за винятком приватних надходжень, що зменшили дійсну вартість споруди гілки, так вартість 1 версти головного шляху складала 23 637 крб. Впродовж 1893—1895 років гілка продовжена на 3 версти, від поста Рокувата до станції Колачевське.
Станція обслуговувала рудники Брянського товариства.
У 2011 році міська влада Кривого Рогу запропонувала провести  реконструкцію «Північних залізничних воріт», яка врешті-решт відбулася у 2013 році. Старий корпус станції було повністю знесено, а на його місці зведений новий двоповерховий вокзал.
Станція Рокувата є другою основною пасажирською станцією після Кривого Рогу-Головного. Має сучасну залізничну мережу та обладнання. До вокзалу станції прокладена тролейбусна лінія.

## Сквер
Сквер біля станції Рокувата закладений у 1930-х роках. Розташований у Тернівському районі Кривого Рогу. Площа скверу — 0,7 га. Облаштований зеленими насадженнями, клумбами, місцями для відпочинку та пішохідними доріжками.

## Пасажирське сполучення

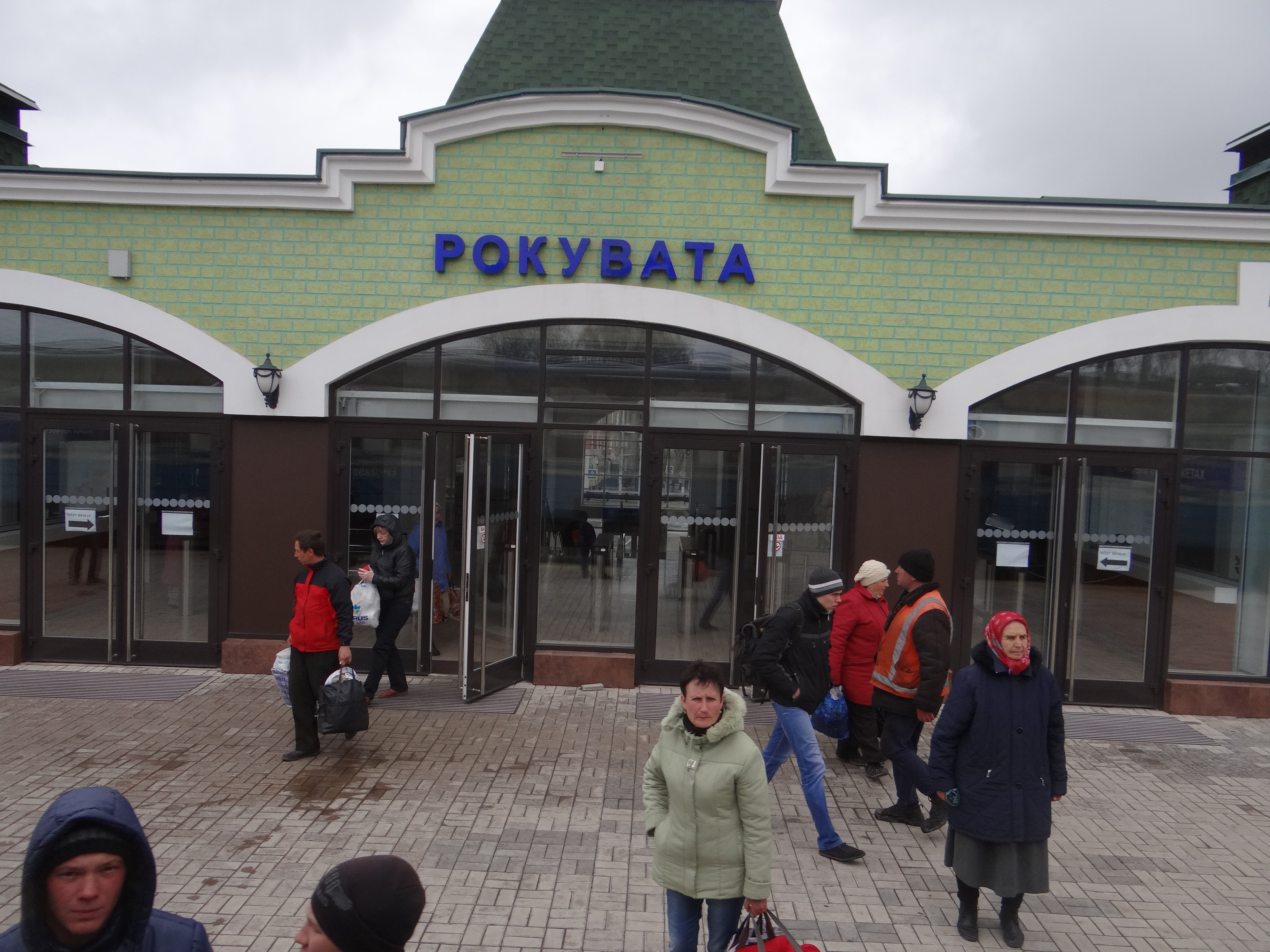
Вокзал станції Рокувата

Через велику протяжність міста станція Рокувата є другою основною, після Кривого Рогу-Головного, залізничною станцією, на якій здійснюється посадка в пасажирські та приміські поїзди мешканців Кривого Рогу, які переважно проживають у північно-центральних районах міста.
| №                  | Маршрут сполучення | Періодичність курсування                                                      |
| ------------------ | ------------------ | ----------------------------------------------------------------------------- |
| 75/76 «Криворіжжя» | Кривий Ріг — Київ  | Щоденно                                                                       |
| 127/128            | Запоріжжя — Львів  | Щоденно                                                                       |
| 193/194            | Кривий Ріг — Ясіня | Через день, з 21 грудня 2023 року                                             |
| 563/564            | Кривий Ріг — Одеса | Щоденно, група вагонів безпересадкового сполучення до поїзда № 53/54 «Скіфія» |

Приміські поїзди через Рокувату прямують до кінцевих станцій Дніпро-Головний, Кривий Ріг-Головний, П'ятихатки та Тимкове.

## Цікаві факти
Поїзди від станції Кривий Ріг-Головний до станції Рокувата прямують переважно промзонами різних шахт та рудників, тому їх середня швидкість становить трохи більше 20 км/год (шлях завдовжки 22 км поїзди долають приблизно за 50 хвилин). Тому, у випадку запізнення на поїзд є можливість замовити таксі і спокійно доїхати до станції Рокувата, таким чином наздогнавши поїзд.

## Міський транспорт
Поблизу станції Рокувата розташовані зупинки міського транспорту:
- тролейбусів № 3, 4, 10, 18, 23;
- автобусів та маршрутних таксі № 3, A4, А8, 32, 228, 228А, 230, 231.